# Cantón de Saint-Étienne-de-Saint-Geoirs
El cantón de Saint-Étienne-de-Saint-Geoirs era una división administrativa francesa que estaba situada en el departamento de Isère y la región de Ródano-Alpes.

## Composición
El cantón estaba formado por 12 comunas:
- Bressieux
- Brézins
- Brion
- La Forteresse
- La Frette
- Plan
- Saint-Étienne-de-Saint-Geoirs
- Saint-Geoirs
- Saint-Michel-de-Saint-Geoirs
- Saint-Pierre-de-Bressieux
- Saint-Siméon-de-Bressieux
- Sillans

## Supresión del cantón de Saint-Étienne-de-Saint-Geoirs
En aplicación del Decreto n.º 2014-180 de 18 de febrero de 2014, el cantón de Saint-Étienne-de-Saint-Geoirs fue suprimido el 22 de marzo de 2015, y sus 12 comunas pasaron a formar parte del nuevo cantón de Bièvre.